# Thelma Herdlitz
Thelma Herdlitz (née Louise Reine Caroline Herdlizka à Bordeaux le 5 janvier 1817 et morte à Paris le 5 avril 1896) est une actrice française.

## Biographie
Thelma Herdlitz est la fille d'Alphonse Jean Baptiste Herdlizka dit Tourterelle, professeur de musique, et de Louise Adèle Beron d'Orsonville (fille de Béron-Dorsonville et d'Élisabeth Teissier, tous deux comédiens du roi de la Troupe italienne). Nièce du pianiste et compositeur Henri Herdlizka, dit Tourterelle, elle s'installe à Paris avec sa mère (qui était connue en province sous le nom d'Erliska). Elle fut recommandée par Tourelle, chef d'orchestre des Variétés, et débuta à la salle de la rue de Chartres dans Kelly ou le Retour en Suisse. Elle s'y fit remarquer par son ingénuité et sa gentillesse.
Elle donnait régulièrement la réplique à son cousin germain Émile Taigny, jeune premier de ce théâtre, qu'elle finit par épouser, le 26 septembre 1835 en l'église Saint-Roch de Paris. Elle a presque toujours joué au Vaudeville avec son mari et a créé, aux Délassements-Comiques, Satan ou le Diable à Paris, pièce qui eut alors beaucoup de vogue.

## Galerie de photos

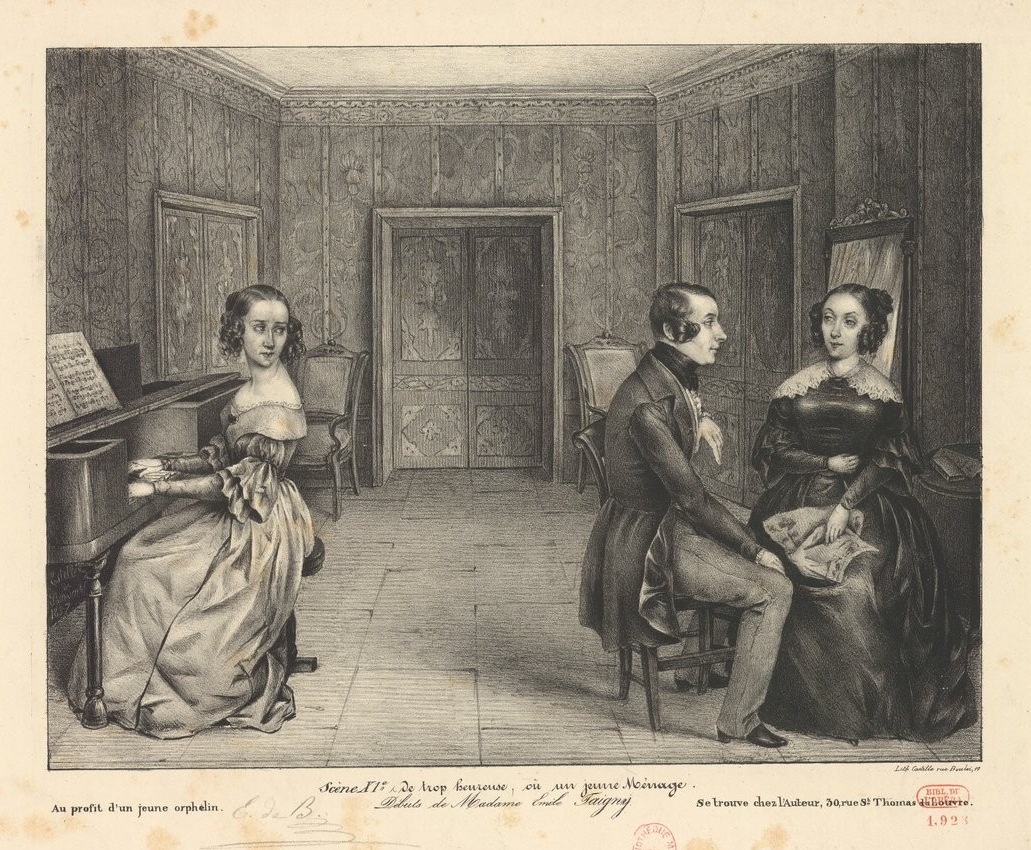
Débuts de Madame Émile Taigny, scène XIe de Trop heureuse ou Un jeune ménage.
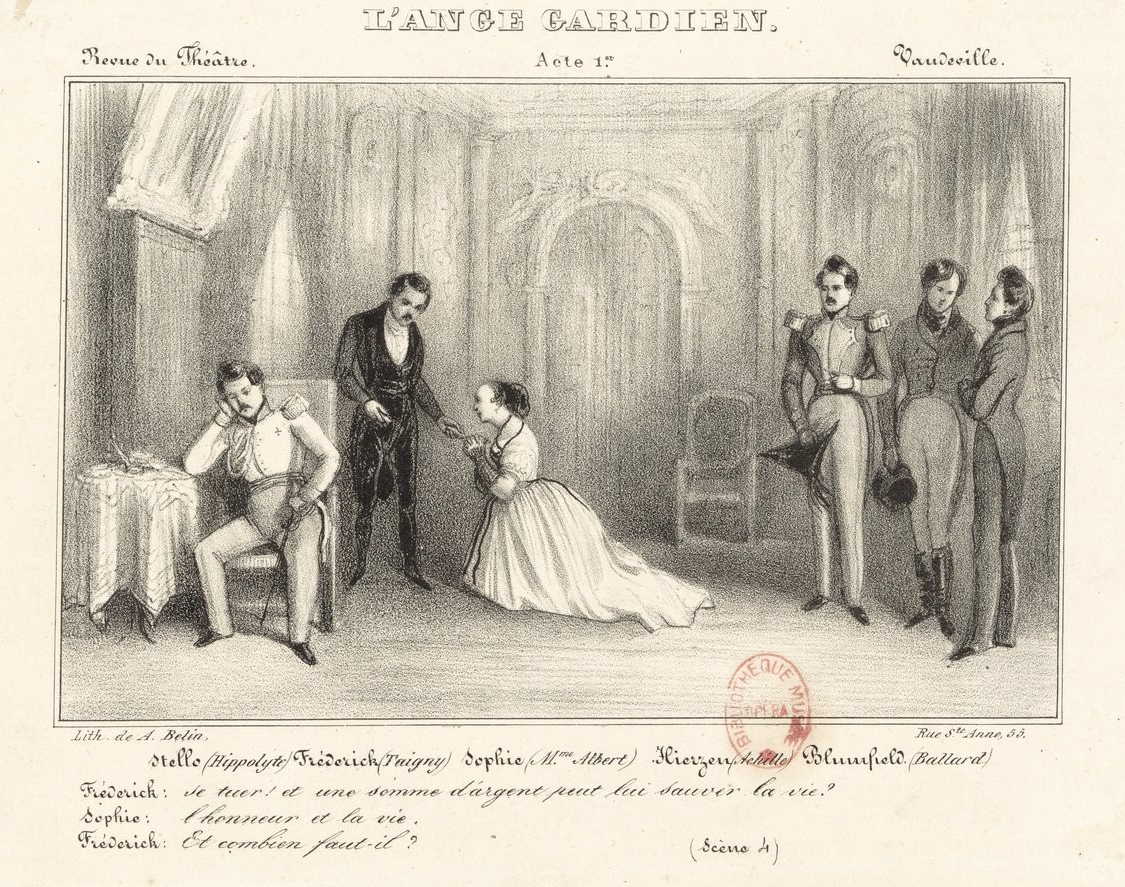
L'Ange gardien, acte I.
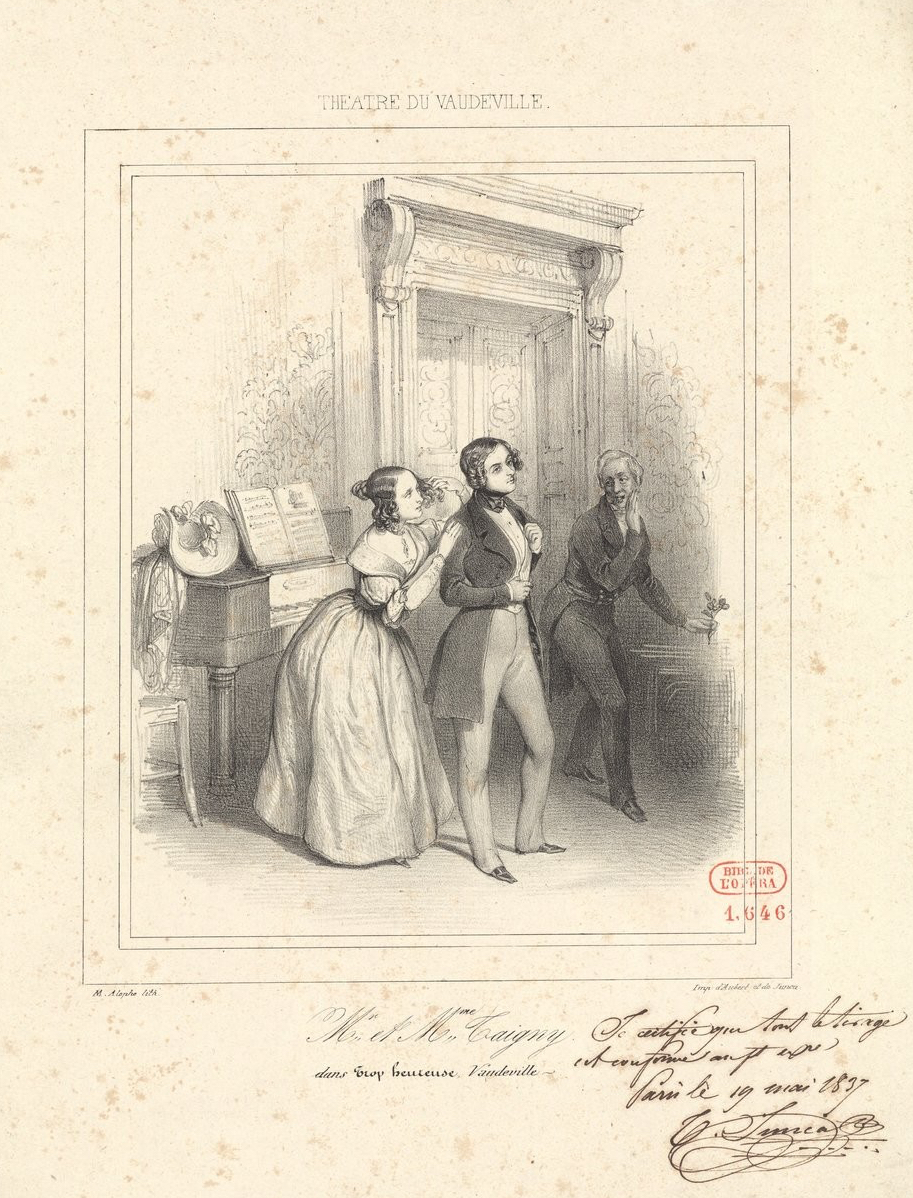
M. et Mme Émile Taigny dans Trop heureuse, Théâtre du Vaudeville.